# 27949 Джонас
27949 Джонас (27949 Jonasz) — астероїд головного поясу, відкритий 8 липня 1997 року.
Тіссеранів параметр щодо Юпітера — 3,554.